# Rhodesiella divergens
Rhodesiella divergens är en tvåvingeart som först beskrevs av Malloch 1931.  Rhodesiella divergens ingår i släktet Rhodesiella och familjen fritflugor. Inga underarter finns listade i Catalogue of Life.